# Tumor infiltrirajoči limfociti
Tumor infiltrirajoči limfociti (TIL) so bolnikovi limfociti (vrsta belih krvničk), ki so zapustili krvni obtok in migrirali proti tumorju. Zajemajo tako limfocite B kot limfocite T. Gre za podskupino tako imenovanih »tumor infiltrirajočih imunskih celic«, med katere spadajo mononuklearne in polimorfonuklearne imunske celice (limfociti B, limfociti T, naravne celice ubijalke, makrofagi, nevtrofilci, dentritične celice, pitanke, eozinofilci, bazofilci itd). V različnih tumorjih so prisotne v različnih razmerjih in različnih količinah. Število tumor infiltrirajočih limfocitov je odvisno tudi od stadija tumorja in lahko v nekaterih primerih kaže tudi na prognozo bolezni. Če v tumorju ni TIL, je to znak, da se je tumor uspešno izognil imunskemu sistemu, kar se povezuje s  slabšim  napovedanim izidom. Take tumorje imenujemo imunsko hladni, medtem ko tumorje, v katerih so prisotni TIL, imenujemo imunsko topli tumorji.
Tumor infiltrirajoči limfociti so pogosto prisotni v stromi in tudi v samem tumorju. Njihove naloge se lahko spreminjajo med napredovanjem rasti tumorja ali kot odgovor na protitumorsko zdravljenje.
TIL so vpleteni v uničevanje tumorskih celic. Prisotnost limfocitov v tumorju po kirurškem zdravljenju ali na primer imunoterapiji je pogosto povezano z boljšimi izidi zdravljenja.
Tumor infiltrirajoči limfociti predstavljajo tudi eno od sodobnejših oblik zdravljenja nekaterih vrst raka. Gre za zdravljenje z adoptivnimi tumor infiltrirajočimi limfociti.

## Detekcija in značilnosti
Tumor infiltrirajoče limfocite je moč detektirati med tumorskimi celicami. Pogosto se pa nahajajo tudi v stromi okolnega tkiva, vendar ti limfociti niso penetrirali v tumor in nimajo učinka na tumorske celice.
Za detekcijo tumor infiltrirajočih limfocitov v tumorskih vzorcih se uporablja CD3. Obstajajo tudi detekcijske metode na osnovi izražanja genov, na primer z mikromrežami ali sekvenciranjem RNK.

## Uporaba v zdravljenju z adoptivnim prenosom limfocitov T

### Zgodovina
Začetnik uporabe tumor infiltrirajočih limfocitov v zdravljenju z adoptivnim prenosom celic je dr. Steven Rosenberg s svojimi sodelavci iz ameriškega Nacionalnega inštituta za raka (NCI),  ki je več kot dve desetletji izvajal klinična preskušanja s to obliko zdravljenja pri melanomu. Danes se adoptivno celično zdravljenje s TIL uporablja rutinsko v številnih centrih po svetu.

### Postopek
Pri zdravljenju z adoptivnim prenosom limfocitov T se tumor infiltrirajoči limfociti pridobijo iz bolnika, iz kirurško izrezanega tumorja. Nato TIL ekspandirajo ex vivo, kar poteka več tednov, v prisotnosti velikih odmerkov IL-2. Tako pripravijo več linij TIL; tiste, ki izkazujejo najboljšo reaktivnost proti tumorju, nadalje ekspandirajo po tako imenovanem »protokolu hitre ekspanzije«, z anti-CD3 aktivacijo, ki praviloma traja dva tedna. Celice nato vrnejo v bolnika, ki so mu bile predhodno specifično odstranjene imunske celice (z uporabo citostatikov, običajno s kombinacijo fludarabina in ciklofosfamida, uničijo bolnikove endogene limfocite), hkrati pa mu aplicirajo tudi rekombinantni IL-2.

### Klinična uspešnost
Oblike raka, iz katerih je bilo mogoče namnožiti reaktivne tumor infiltrirajoče limfocite in pri katerih so raziskave pokazale objektivno zmanjšanje tumorjev pri določenem deležu bolnikov, vključujejo tumorje dojke, prebavne cevi, glave in vratu, ledvic, pljuč, jajčnikov ter kožne in uvealne melanome.
Največ podatkov je v zdravljenju melanoma. Klinična preskušanja z uporabo TIL v kombinaciji z velikimi odmerki IL-2 presents so pokazala, da se na zdravljenje odzvalo okoli 50 % bolnikov. Nasploh so preskušanja dokazala, da zdravljenje s TIL lahko spodbudi popolno in trajno regresijo razsejanega melanoma. Pri okoli polovici bolnikov je prišlo do vsaj 50-odstotnega zmanjšanja tumorja. Pri nekaterih bolnikih je prišlo do popolnega odziva na zdravljenje, pri čemer tudi več let po koncu zdravljenja ni prišlo do ponovitve bolezni. V enem od kliničnih preskušanj pri 93 bolnikih z melanomom je pri 19 bolnikih prišlo do popolnega odziva, ki je trajal več kot tri leta.